# Lajos Tscheligi
Lajos Tscheligi (* 10. August 1913 in Budapest; † 13. Juni 2003 in Chur) war ein ungarisch-schweizerischer Maler und Kunstpädagoge.

## Leben und Werk
Lajos Tscheligi war der Sohn eines Glasmalers und Kirchenrestaurators. Dieser lehrte ihn in jungen Jahren Farben selber herzustellen sowie den Umgang mit Kreide, Kohlestift und Pinsel. Als 11-Jähriger soll er vom Vater den Auftrag erhalten haben, die Stadt Budapest zu kartografieren. Da seine Eltern ein Kunststudium nicht finanzieren konnten, nahmen der Maler, Grafikdesigner und Hochschullehrer Illés Aladár Edvi (1870–1958) und sein Künstlerfreund Oskar Glatz (1872–1958) Tscheligi als Privatschüler auf. Zudem bildete er sich beim Pastellmaler und Grafiker Jenö Maróti Major (1871–1945) weiter. 1943 stellte Tscheligi erstmals Landschaftsbilder in der Kunsthalle der Budapester Kossuth aus.

Während des Zweiten Weltkrieges geriet Tscheligi in russische Gefangenschaft, konnte jedoch aus dem Gefängnis fliehen. 1945 trat er der ungarischen «Gewerkschaft der bildenden Künste» bei. 1950 heiratete er Agnes Csürös. Um eine finanziell abgesicherte Existenzgrundlage für seine größer werdende Familie zu erreichen, ließ er sich in Geodäsie ausbilden und arbeitete fortan als Bauleiter in Eger im Bükk-Gebirge. In seiner Freizeit malte Tscheligi weiter.

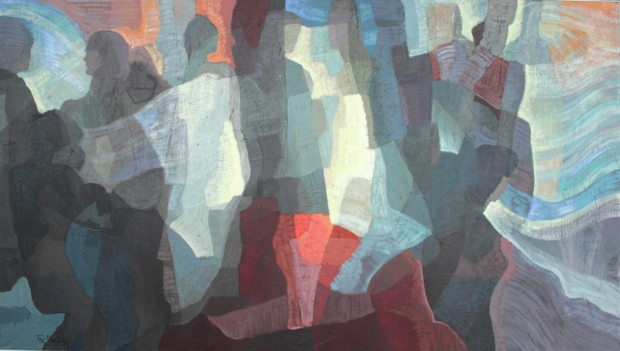
Emanzipation

In der Folge des Ungarischen Volksaufstands floh das Ehepaar 1957 mit ihren zwei Kindern in die Schweiz, wo die Familie in Chur eine Wohnung bezog. Zudem unterhielt er in St. Moritz ein kleines Malatelier, das gleichzeitig als Galerie diente. 
Tscheligi gründete 1959 in Chur eine Malschule. Inspiriert durch Rudolf Steiners Werken und Schriften begann Tscheligi sich der Erforschung seines persönlichen Malstils, der metaphysischen Abstraktion, zu widmen. Zudem entwickelt er seine eigene Farbenlehre: Die fünf Finger der Hand symbolisieren die fünf Farben. Weiß bildet den Anfang, Schwarz das Ende; aber für mich stellt weder Schwarz noch Weiß eine Farbe dar. Blau versinnbildlicht das Unendliche, den Kosmos, das Mystische. Rot ist die Farbe der Liebe, der Verliebtheit, die Artikulation des Lebens, gleichzeitig aber auch die Farbe des Egoismus. Gelb ist die Farbe der Sonne.
1965 trat Tscheligi der GSMBA, Sektion Bern, bei. 1971 erhielt er die Schweizer Staatsbürgerschaft.

## Ausstellungen
- 1982: Gemäldeausstellung, Trubschachen
- 1983, 1986: Gruppenausstellung GSMBA, Kunsthalle Bern
- 1986: Wanderausstellung GSMBA, Kunstmuseum Bern
- 2015: Einzelausstellung, Forum Würth Chur